# Goizești
Goizești a fost un sat din Banat, astăzi inclus în localitatea Tomești din județul Timiș.

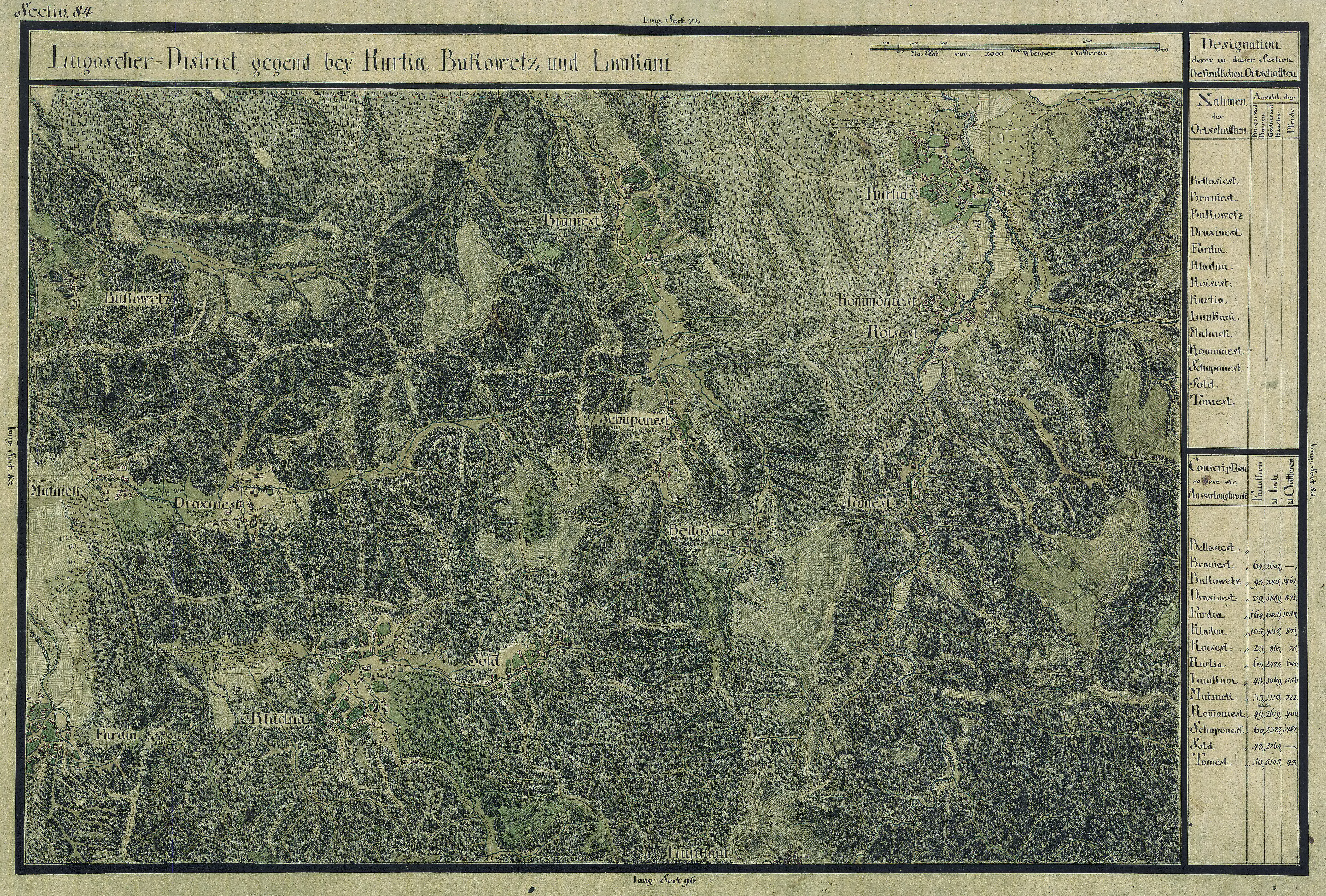
Goizeşti în Harta Iosefină a Banatului, 1769-72